# Основная теорема о вычетах
Основна́я теоре́ма о вы́четах (теорема Коши о вычетах) — мощный инструмент для вычисления интеграла мероморфной функции по замкнутому контуру. Её часто используют также для вычисления вещественных интегралов. Она является обобщением интегральной теоремы Коши и интегральной формулы Коши.
Формулировка: если функция {\displaystyle f} аналитична в некоторой замкнутой односвязной области {\displaystyle {\overline {G}}\subset \mathbb {C} }, за исключением конечного числа особых точек {\displaystyle a_{1},a_{2},\dots ,a_{n}}, из которых ни одна не принадлежит граничному контуру {\displaystyle \partial G}, то справедлива следующая формула:
{\displaystyle ~\int \limits _{\partial G}f(z)\,dz=2\pi i\sum _{k=1}^{n}\mathop {\mathrm {res} } _{z=a_{k}}f(z),}
где {\displaystyle \mathop {\mathrm {res} } _{z=a_{k}}f} — вычет функции {\displaystyle f} в точке {\displaystyle a_{k}}.
Обход контура {\displaystyle \partial G} производится против часовой стрелки. Для использования теоремы в вычислении вещественных интегралов нужно аналитически продолжить интегрируемую вещественную функцию на комплексную плоскость и найти её вычеты, что обычно довольно просто сделать. После этого нужно замкнуть контур интегрирования, добавив к вещественному отрезку полуокружность, лежащую в верхней или нижней комплексной полуплоскости. После этого интеграл по этому контуру можно вычислить, используя основную теорему о вычетах. Зачастую интеграл по полуокружности можно устремить к 0, выбрав её правильным образом, после чего контурный интеграл станет равен вещественному.

## Пример
Интеграл
{\displaystyle ~\int \limits _{-\infty }^{\infty }{e^{itx} \over x^{2}+1}\,dx}
возникает в теории вероятностей при расчёте характеристической функции распределения Коши и не поддаётся вычислению обычными методами. Вычислим его через интеграл по контуру {\displaystyle C}, указанному на рисунке ({\displaystyle a>1}). Интеграл равен
{\displaystyle ~\int \limits _{C}{f(z)}\,dz=\int \limits _{C}{e^{itz} \over z^{2}+1}\,dz.}
Так как {\displaystyle e^{itz}} — целая функция (нет сингулярностей
на комплексной плоскости), то функция имеет сингулярности лишь в точках, где {\displaystyle z^{2}+1=0}. Так как {\displaystyle z^{2}+1=(z+i)(z-i)},
это возможно лишь при {\displaystyle z=i} или {\displaystyle z=-i}.
В пределах контура лежит лишь одна из этих точек.
| {\displaystyle {\frac {e^{itz}}{z^{2}+1}}} | {\displaystyle {}={\frac {e^{itz}}{2i}}\left({\frac {1}{z-i}}-{\frac {1}{z+i}}\right)} |
|                                            | {\displaystyle {}={\frac {e^{itz}}{2i(z-i)}}-{\frac {e^{itz}}{2i(z+i)}},}              |
Вычет {\displaystyle f(z)} в {\displaystyle z=i} равен
{\displaystyle \mathop {\mathrm {res} } _{z=i}f(z)={e^{-t} \over 2i}.}
Тогда, по основной теореме о вычетах:
{\displaystyle ~\int \limits _{C}f(z)\,dz=2\pi i\,\mathop {\mathrm {res} } _{z=i}f(z)=2\pi i{e^{-t} \over 2i}=\pi e^{-t}.}
Контур {\displaystyle C} можно разбить на прямую часть и кривую дугу, так что
{\displaystyle ~\int \limits _{\mbox{straight}}+\int \limits _{\mbox{arc}}=\pi e^{-t}\,.}
Поэтому
{\displaystyle ~\int \limits _{-a}^{a}=\pi e^{-t}-\int \limits _{\mbox{arc}}.}
Можно показать, что при {\displaystyle t>0}:
{\displaystyle ~\int \limits _{\mbox{arc}}{e^{itz} \over z^{2}+1}\,dz\rightarrow 0;\quad a\rightarrow \infty .}
Поэтому, если {\displaystyle t>0}, то
{\displaystyle ~\int \limits _{-\infty }^{\infty }{e^{itz} \over z^{2}+1}\,dz=\pi e^{-t}.}
Аналогичным образом, для дуги, охватывающей точку {\displaystyle -i} вместо {\displaystyle i}, можно показать, что при {\displaystyle t<0}:
{\displaystyle ~\int \limits _{-\infty }^{\infty }{e^{itz} \over z^{2}+1}\,dz=\pi e^{t},}
В итоге получаем:
{\displaystyle ~\int \limits _{-\infty }^{\infty }{e^{itz} \over z^{2}+1}\,dz=\pi e^{-\left|t\right|}.}
(При {\displaystyle t=0} интеграл вычисляется обычными методами анализа, он равен {\displaystyle \pi })